# 柏玉 (明朝宦官)
柏玉（1387年—1459年），字福圭，保定蠡县人，明英宗时期的內官監太监。死后由孙丞为他撰写墓志铭。

## 生平
洪武二十年（1387年），出生。
永乐七年（1409年），入侍宫廷。
永乐十九年（1421年），监督鳌山工程，升奉御。
宣德二年（1427年），赐蟒衣，出使撒马尔罕。
宣德五年（1430年），为怀安镇守太监。
正统十四年（1449年），成功抵御瓦刺，因功升內官監太监。
天顺元年（1457年），赐白金、彩币、蟒衣。
天顺三年（1459年），去世。

## 亲属
- 柏珍
- 柏琛
- 柏能
- 柏祥
- 柏𤧹
- 柏端